# Big Machine Records
La Big Machine Records è un'etichetta discografica statunitense, distribuita da Universal Music Group e fondata da Scott Borchetta nel 2005. Diventata nota grazie al successo discografico di Taylor Swift, artista lanciata da tale etichetta e che ha ottenuto un enorme successo a livello mondiale, l'etichetta gestisce oggi molti artisti afferenti alla musica country e alcuni appartenenti ai mondi della musica pop e rock.

## Storia dell'etichetta
Scott Borchetta è attivo nel mondo della musica fin da ragazzo, quando militava in gruppo musicale come chitarrista, e ha successivamente lavorato nel mondo della produzione musicale sia insieme a suo padre (promoter di artisti country a Nashville) che come dipendente della MCA Records in un secondo momento. Ha successivamente lavorato anche per la DreamWorks Records. Dopo queste esperienze, Borchetta ha maturato l'intenzione di fondare una propria etichetta musicale. L'occasione si è palesata nel 2004 quando, per motivi completamente fortuiti, Borchetta ha conosciuto l'allora adolescente Taylor Swift e la sua famiglia in un locale di Nashville: notando il talento della ragazza, Borchetta promise alla famiglia che qualora fosse riuscito a trovare i soldi per lanciare una sua casa discografica li avrebbe immediatamente contattati.
Nel 2005, Borchetta riesce a fondare la sua etichetta e decide di chiamarla Big Machine Records in onore della canzone Big Machine dei Velvet Revolver. Taylor Swift è una delle prime cantanti scritturate dall'etichetta insieme ad altri cantanti country ed ha modo di lanciare il suo primo album nel 2006. L'album di debutto eponimo di Swift ottiene un grande successo commerciale vendendo oltre 5,7 milioni di copie nei soli Stati Uniti. La partnership fra la cantante e l'etichetta è rimasta stabile fino al 2019, anno in cui l'artista ha preferito cambiare casa discografica, e ha portato alla pubblicazione di 6 album, tutti di grande successo. Il successo ottenuto con Taylor Swift ha permesso all'etichetta di scritturare o lanciare molti altri artisti di successo, tra cui Reba McEntire, Zac Brown Band, Tim McGraw, Danielle Bradberry e Rascal Flatts. Nel 2019, dopo 14 anni di gestione da parte di Borchetta ed altri soci di minoranza, l'etichetta è stata acquistata dal manager discografico Scooter Braun per 300 milioni di dollari. Nel 2020 Taylor Swift, stando al contratto firmato nel 2006 con la Big Machine, può reincidere i suoi primi sei album pubblicati con la casa discografica, mentre Braun ha rivenduto i diritti sul suo catalogo originale per più di 300 milioni di dollari.

## Controversie con Spotify
Nel 2014, in controtendenza rispetto al resto dell'industria musicale, Swift ed altri artisti di punta della Big Machine Records hanno eliminato il loro catalogo dalla nota piattaforma streaming Spotify. Durante varie interviste rilasciate in quel periodo, Swift e Borchetta affermavano che le royalties pagate dall'azienda non erano sufficientemente alte in relazione al guadagno che essa traeva dalla riproduzione di materiale musicale da parte degli utenti. In seguito a queste dichiarazioni, Spotify ha negato pubblicamente le accuse affermando di aver versato mezzo milione di dollari nell'arco di un mese a Taylor Swift e il suo team prima che loro prendessero tale decisione. Il catalogo musicale di Taylor Swift è ritornato a far parte di Spotify a partire dal giugno 2017.

## Artisti scritturati

### Attuali
- Danielle Bradbery
- The Cadillac Three
- Ronnie Dunn
- Ray Wylie Hubbard
- Tim McGraw
- Midland
- Jennifer Nettles
- Carly Pearce
- Rascal Flatts
- Noah Schnacky
- Payton Smith
- Sugarland
- Badflower
- Brett Young
- Friday Pilots Club
- Gunnar Gehl
- Ayron Jones
- Pretty Vicious

### Precedenti
- Taylor Swift
- Tucker Beathard
- Garth Brooks
- Dusty Drake
- Edens Edge
- Adam Gregory
- Trent Harmon
- Jack Ingram
- Lauren Jenkins
- Kate & Kacey
- Reba McEntire
- Danielle Peck
- Melissa Peterman
- Steel Magnolia
- Dan Smalley
- Sunny Sweeney
- Waterloo Revival
- Jimmy Wayne
- Trisha Yearwood
- Ronnie Dunn
- Martina McBride
- Hank Williams Jr.
- Ivory Blue
- MacKenzie Bourg
- Cheap Trick
- Nick Fradiani
- Laura Marano
- La'Porsha Renae
- The Static Shift